# Себуанская Википедия
Себуа́нская Википе́дия (себ. Wikipedya sa Sinugboanon) — раздел Википедии на себуанском языке, запущенный 22 июня 2005 года. Находится на 2-м месте по числу статей среди всех разделов Википедии.

## История
Раздел Википедии на себуанском языке (одном из языков Филиппин) был открыт в июне 2005 года, тысячная статья была написана в январе 2006 года, в ноябре 2006 года было уже 1400 статей. В конце 2006 года и в начале 2007 года количество статей увеличилось на 10 000 за счёт ботозаливки статей о коммунах Франции. 
По состоянию на конец 2012 года в себуанской Википедии было примерно 30 000 статей. 11,5 % от общих правок к тому времени приходилось на администраторов (7 человек).
С начала 2013 года в себуанской Википедии стали активно использоваться «ботозаливки» — массовое создание коротких однотипных статей при помощи компьютерной программы. Инициатором «ботозаливки» стал шведский учёный и участник шведской Википедии Сверкер Юханссон. Его жена родом с Филиппин, и себуанский язык является для неё родным. Для заливки заготовок статей Юханссон использовал специальный компьютерный алгоритм Lsjbot. До 2015 года загружались статьи о биологических видах, в основном, переведённые из ранее загруженных в нидерландскую и шведскую Википедии, эти заготовки состоят из 1—3 строк текста, шаблона-карточки и многочисленных ссылок на источники. Затем бот стал загружать более сложные статьи о географических объектах.
Благодаря «ботозаливке» количество статей в себуанской Википедии стало расти рекордными темпами: 2 февраля 2013 года была создана 100 000-я статья, а 18 июля — 500 000-я. 16 июля 2014 года в себуанской Википедии была создана миллионная статья, а раздел к тому времени занимал 12-е место среди всех Википедий.
Данный бот также был активен в варайской (также один из языков Филиппин) и шведской википедиях, благодаря чему количество статей того же содержания начало массово расти и там. В августе 2014 года происходит явление массового себуанско-варайского «смещения» многих крупных Википедий. 30 июля 2014 года в результате очередной ботозаливки себуанская Википедия обогнала польскую Википедию, 15 августа — варайскую, 21 августа — вьетнамскую, 26 августа — испанскую, 31 августа — итальянскую, 1 сентября 2014 года — русскую Википедию, выйдя по числу статей на 6-е место.
6 октября 2014 года в себуанском разделе была создана 1 200 000-я статья.
9 октября 2014 года варайская Википедия обогнала себуанскую, и последняя заняла 7-е место.
31 марта 2015 года русская Википедия обошла по числу статей себуанскую, сместив последнюю на 8-е место.
16 июля итальянская Википедия обогнала себуанскую и сместила её на 9-е место, однако Юханссон сосредоточился именно на этой Википедии, начав новый этап ботозаливок, и 6 сентября себуанская Википедия вновь обогнала итальянскую.
12 ноября 2015 года себуанская Википедия поднялась на 6-е место, обогнав варайскую и русскую.
1 января 2016 года она обогнала французскую и поднялась на 5-е место.
16 января 2016 обогнала нидерландскую и поднялась на 4-е место.
19 января 2016 обогнала немецкую и поднялась на 3-е место.
14 февраля 2016 года была добавлена 2-миллионная статья.
25 сентября 2016 года была добавлена 3-миллионная статья.
16 января 2017 года себуанская Википедия обогнала шведскую, в которой к тому времени прекратились ботозаливки, и поднялась на 2-е место.
11 февраля 2017 года была добавлена 4-миллионная статья.
9 августа 2017 года была добавлена 5-миллионная статья.
23 октября 2017 года на Метавики появилось предложение закрыть данный раздел в силу того, что почти все статьи в нём созданы ботом, а не людьми. 7 февраля 2018 года языковой комитет отверг это предложение, но рекомендовал ужесточить контроль качества.
14 октября 2021 года была добавлена 6-миллионная статья.

## Основные показатели
По состоянию на 16 июля 2025 года в разделе насчитывается 6 116 235 статей, абсолютное большинство которых было создано в результате массовых «ботозаливок» 2013—2017 годов. Эти статьи состоят, как правило, из 1—3 предложений и шаблона-карточки. Количество правок составляет 35 412 461 (для сравнения — в русской Википедии — 146 430 521 правок).
Процент созданных ботом статей на 31.12.2018 доходил до 100 %, а процент ботоправок — 99 %. Параметр «глубины» у данного раздела крайне низок в сравнении с большинством других разделов и равен 2,2 единицы (для сравнения — глубина русской Википедии — 163,75 единицы, а у английской, которую она едва не перегнала по числу статей перед остановкой бота — 1320,14). Всё это делает себуанский раздел ярчайшим образцом того, что в викисреде получило ироническое название «ботопедия».
11,48 % от общих правок до массовой ботозаливки приходилось на администраторов (7 человек). В настоящее время в себуанской Википедии 161 активный участник и 7 администраторов если учитывать учетную запись системы Фильтр правок.